# 58 Змееносца
58 Змееносца (58 Ophiuchi, сокращ. 58 Oph) — звезда в экваториальном созвездии Змееносца. Звезда имеет видимую звёздную величину 4,86m, и, согласно шкале Бортля, видна невооружённым глазом на пригородном/городском небе (англ. Suburban/urban transition).
Из измерений параллакса, полученных во время миссии Hipparcos, известно, что звезда удалена примерно на 57,6 св. лет (17,65 пк) от Солнца. Звезда наблюдается южнее 69° с. ш., то есть практически на всей территории обитаемой Земли, за исключением северных приполярных областей. Лучшее время наблюдения — июнь. Само движение 58 Змееносца показывает, что звезда движется с небольшой скоростью относительно Солнца: её радиальная гелиоцентрическая скорость — +11 км/с, что всего на 10 % больше скорости местных звёзд Галактического диска, а также это значит, что звезда удаляется от Солнца.

## Свойства звезды
58 Змееносца, классифицируется, как карликовая звезда, похожая на наше Солнце: её масса более чем на четверть больше массы Солнца (1,26 {\displaystyle M_{\bigodot }}) и её радиус более чем на треть больше радиуса Солнца (1,3 {\displaystyle R_{\bigodot }}). Спектральный класс 58 Змееносца — F5V и это значит, что звезда ярче нашего Солнца (3,02 {\displaystyle L_{\bigodot }}). Также это указывает на то, что водород в ядре звезды служит ядерным «топливом», то есть звезда находится на главной последовательности. Звезда излучает энергию со своей внешней атмосферы при эффективной температуре около 6447 К, что придаёт ей жёлто-белый оттенок звезды главной последовательности спектрального класса F.
У 58 Змееносца есть очень интересное свойство — её экваториальная скорость вращения равна 0 км/с. А это значит, что мы либо видим звезду с полюса и/или у звезды существует развитая планетная система, которой звезда «передала», свой момент инерции, посредством магнитного поля. Однако, звёзды, имеющие планеты, имеют тенденцию иметь большую металличность по сравнению с Солнцем, но 58 Змееносца имеет на 30 % меньшее значение металличности: содержание железа в ней относительно водорода составляет 69 % от солнечного.
Звезда имеет поверхностную гравитацию 4,28 СГС или 191,54 м/с2, то есть в полтора раза меньше, чем на Солнце (274,0 м/с2), что объясняется большим радиусом звезды. Для того чтобы планета, аналогичная нашей Земле, получала примерно столько же энергии, сколько она получает от Солнца, её надо было бы поместить на расстоянии 1,73 а.е. (то есть за орбиту Марса, чей радиус орбиты равен 1,52 а.е.). Причём с такого расстояния, 58 Змееносца выглядела бы на 20 % меньше нашего Солнца, каким мы его видим с Земли — 0,4° (угловой диаметр нашего Солнца — 0,5°).
Рядом со звездой на очень малом расстоянии подозревается наличие небольшого спутника с видимой звёздной величиной 6,66m, но поскольку мы, скорее всего, видим звезду с полюса, то определить спектральную двойственность звезды очень трудно.

## Ближайшее окружение звезды
Следующие звёздные системы находятся на расстоянии в пределах 20 световых лет от звезды 58 Змееносца (включены только: самая близкая звезда, самые яркие (<6,5m) и примечательные звёзды). Их спектральные классы приведены на фоне цвета этих классов (эти цвета взяты из названий спектральных типов и не соответствуют наблюдаемым цветам звёзд):
| Звезда        | Спектральный класс | Расстояние, св. лет |
| HD 158233     | K5 V               | 4,50                |
| Кси Змееносца | F2 V               | 5,24                |
| HD 168443     | G8 V               | 19,45               |

Рядом со звездой, на расстоянии 20 световых лет, есть ещё порядка 10 красных, оранжевых карликов и жёлтых карликов спектрального класса G, K и M, а также 2 белых карлика которые в список не попали.